# Stepanakert
Stepanakert (tiếng Armenia: Ստեփանակերտ Step'anakert; phát âm tiếng Armenia: [əstɛpʰanaˈkɛɾt]) hay Khankendi (tiếng Azerbaijani: Xankəndi), tên gọi gốc là Vararakn (tiếng Armenia: Վարարակն), là thủ đô và thành phố lớn nhất của Cộng hòa Nagorno-Karabakh, một nước cộng hòa độc lập trên thực tế, được cộng đồng quốc tế xem là một phần của Azerbaijan. Tính đến năm 2015, dân số của Stepanakert là 55.200 người.

## Tên
Stepanakert có nghĩa là thành phố Stepan, theo tên nhà cách mạng Bolshevik Armenia Stepan Shaumian, hợp thành từ Stepan (tiếng Armenia: Ստեփան) và kert (tiếng Armenia: կերտ) nghĩa là thị trấn, thành phố.